# شیپی
شیپی (به چکی: Šípy) یک منطقهٔ مسکونی در جمهوری چک است که در ناحیه راکوونیک واقع شده‌است.